# Chen Shuozhen
Chen Shuozhen (en chino: Chén Shuòzhēn; muerta en 653) fue una mujer que vivió durante la dinastía Tang, de Muzhou (la moderna Chun'un, Zhejiang), quién dirigió una revuelta campesina en 653. Durante la rebelión, se proclamó Emperador Wenjia (文佳皇帝), convirtiéndose en la única mujer líder rebelde en la historia china que se tituló emperador.